# 벨리키예루키

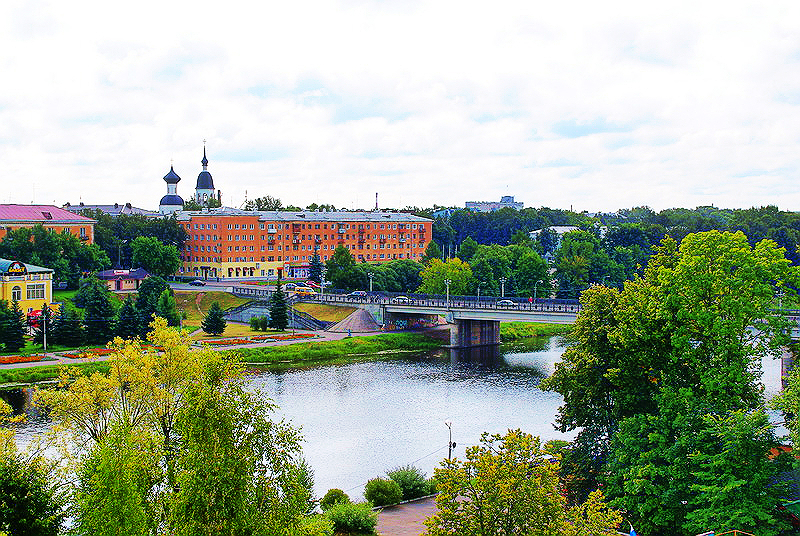

벨리키예루키(러시아어: Вели́кие Лу́ки)는 러시아 프스코프 주 벨리콜룩스키 군의 중심지로 로바티강에 접해 있다. 이름은 "위대한 건축가"에서 유래되었고 인구는 10만4,979명 (2002년)이다. 프스코프에서 남동쪽으로 313km지점에 위치해 있다.
벨리키예루키는 연대기에서는 1166년 이래에 최초로 언급되었다. 1211년에 요새로 지어진 이후에 벨리키예루키는 프스코프와 노브고로드에서 전략적으로 중요한 요충지였다. 1478년에 벨리키예루키는 위대한 이반에 의해서 모스크바 대공국에 합병되었다. 제2차 세계 대전 때 독일군과 소련군은 1941년에서 1942년 사이에 이곳에서 격렬하게 싸웠다. 1942년 말부터 7,000명의 독일군은 이 요새를 둘러쌓았다. 1943년 1월에 독일군은 이 도시를 빠져나갔다.
이곳은 소비에트 연방영웅인 알렉산드르 마트로소프가 묻힌 곳이었다. 소비에트 연방원수 콘스탄틴 로코소프스키가 이 도시에서 태어났다.

## 같이 보기
- 벨리키예루키 전투